# Best Friends Whenever
Best Friends Whenever è una serie televisiva statunitense creata da Jed Elinoff e Scott Thomas e ha come protagonisti Lauren Taylor e Landry Bender. La serie è stata trasmessa su Disney Channel in patria dal 26 giugno 2015, mentre in Italia va in onda dal 15 aprile 2016 su Disney Channel (Italia).
La serie è stata rinnovata per una seconda stagione il 29 febbraio 2016 andata in onda negli Stati Uniti il 25 luglio mentre in Italia dal 5 febbraio 2017.
Nel mese di febbraio 2017 il cast annuncia sui propri profili Twitter la cancellazione della serie. Di conseguenza, la serie si conclude con una seconda stagione di soli 12 episodi.

## Trama
La serie parla di due migliori amiche che acquisiscono la possibilità di viaggiare nel tempo e, insieme ai loro amici Berry e Renaldo, combinano un sacco di guai.

## Episodi
| Stagione         | Episodi | Prima TV USA | Prima TV Italia |
| ---------------- | ------- | ------------ | --------------- |
| Prima stagione   | 18      | 2015-2016    | 2016            |
| Seconda stagione | 12      | 2016         | 2017-2020       |

### Episodi speciali

#### Cyd e Shelby passano al contrattacco
È il primo episodio speciale di un'ora della serie ed è stato trasmesso il 27 novembre 2015 negli Stati Uniti, mentre in Italia è stato trasmesso il 16 settembre 2016.

#### Sconfiggi il futuro
È il secondo episodio speciale ed è diviso in tre parti, trasmesse l'8, il 15 e 22 maggio 2016 negli Stati Uniti e in Italia il 21 e 28 ottobre dello stesso anno.

#### Il passato ritorna
È il terzo episodio speciale di un'ora ed episodio finale della serie ed è stato trasmesso l'11 dicembre 2016 negli Stati Uniti e in Italia il 23 e 30 aprile 2017.

## Crossover
Per la programmazione americana del mese di ottobre 2015, Disney Channel offre una serie di nuovi episodi basati sul periodo di Halloween e considerati come dei mini-crossover.
Best Friends Whenever vanta di due crossover:
- La fuga spettrale di Cyd e Shelby (episodio di Best Friends Whenever), andato in onda negli Stati Uniti il 4 ottobre, mentre in Italia il 30 ottobre 2016. L'episodio ha come ospiti speciali Rowan Blanchard e Peyton Meyer da Girl Meets World.
- Dolcetto o scherzetto (episodio di Liv e Maddie), andato in onda negli Stati Uniti il 4 ottobre, mentre in Italia il 30 ottobre 2016. L'episodio ha come ospiti speciali Landry Bender e Lauren Taylor da Best Friends Whenever.

Nota: I 7 episodi della programmazione sono tutti collegati tra di loro.